# Ulrich von Minden
Ulrich (auch Udalricus oder Odalricus) († 1097) war von 1089 bis 1097 vom Papst bestätigter Bischof von Minden.
Ulrich war begütert in Holtorpe (Holtorf?) in der Grafschaft Welpe. Ulrich war nach Reinward (Bischof ab 1080) der zweite der Mindener Bischöfe, der gegen einen Gegenbischof regieren musste. Der Zwist um den „wahren“ Bischof (auch „Mindener Bischofsschisma“ bezeichnet) ist wohl auf den Investiturstreit zwischen Kaiser und Papst zurückzuführen. Erst 1120 endet mit der Weihe von Sigward die Zeit der Gegenbischöfe in Minden. Als der vom Papst bestellte Reinward 1089 starb, übernahm der von kaiserlicher Seite favorisierte Gegenbischof Volkmar von Minden die Regierung im Stift und führte diese bis zu seiner Ermordung 1094 oder 1096. Als Ulrich 1089 zum Bischof und zum Nachfolger des aus päpstlicher Sicht legitimen Bischofs Reinward bestellt wurde, geschah dies also ganz wahrscheinlich auf den Willen oder die Billigung des Papstes hin. Überliefert ist allerdings, dass Volkmar bis zu seiner Ermordung die Regierung über das Bistum wahrte. Ulrich gelang es nach Volkmars Ermordung die Macht in Minden zu übernehmen. Er regierte in Minden ab 1096 (evtl. auch bereits ab 1094) bis zu seinem Tod 1097. Vermutlich ist er am 8. Dezember (Maria Empfängnis) 1097 verstorben. Nur vereinzelt wird das Todesdatum 8. Dezember 1096 angegeben, was evtl. auf das „Jahr-null-Problem“ zurückzuführen ist.